# 군위군·칠곡군
군위군·칠곡군은 대한민국의 옛 국회의원 선거구이다. 당시 경상북도 군위군, 칠곡군 지역을 관할했다.

## 역사
제15대 국회의원 선거를 앞두고 선거구 개편이 일어나면서 군위군과 칠곡군이 하나의 선거구를 이루게 됨에 따라 신설되었다.
제16대 국회의원 선거를 앞두고 군위군은 의성군과 함께 군위군·의성군 선거구를 이루게 되고 칠곡군은 칠곡군 단독 선거구를 이루게 됨에 따라 폐지되었다.

## 역대 국회의원
| 선거   | 정당 | 정당     | 의원   |
| ------ | ---- | -------- | ------ |
| 1996년 |      | 신한국당 | 장영철 |

## 역대 선거 결과

### 대한민국 제15대 국회의원 선거
|  | 31.07% |

|  | 22.16% |

|  | 17.67% |

|  | 12.74% |

|  | 11.34% |

|  | 3.09% |

|  | 1.90% |